# Tóth Loránd
Tóth Loránd (Újpest, 1942. június 16. –) magyar pedagógus, diplomata.
Kutatási területe a magyar és orosz filmtörténet.

## Életpályája
1965-ben diplomázott az Eötvös Loránd Tudományegyetem Bölcsészettudományi Kar hallgatójaként. 1965-ben tanárként dolgozott. 1967-ben tanácselnök volt Szentgálon. 1968-ban a Veszprém Megyei Tanács főelőadója volt. 1969-től az MSZMP Veszprém Megyei Bizottságának munkatársa volt.
1974 után a Központi Bizottság munkatársa volt. 1979-ben elvégezte az Eötvös Loránd Tudományegyetem Jogtudományi Karát is. 1979-től Moszkvában, az SZKP Társadalomtudományi Akadémián aspiránsa volt.
1982-ben a Külügyminisztériumban főtanácsosként tevékenykedett. 1982–1989 között Magyarország moszkvai Nagykövetségén kulturális tanácsos volt.
1992–1995 között a kijevi Nagykövetségen első beosztott volt. 1995–1997 között rendkívüli és meghatalmazott nagykövet volt Ukrajnában.

## Családja
Szülei Tóth István géplakatos és Varga Etelka háztartásbeli volt. Nős, felesége, Nagy Irén tanár. Két fiuk született: Loránd újságíró és Tóth Tamás (1966–) filmrendező.

## Művei
- Kölcsönhatások a magyar és szovjet filmművészetben (kéziratban)

## Díjai
- Felsőoktatási Tanulmányi Érdemérem (1965)
- Veszprém Megyéért Érdemérem (1969)
- Munka Érdemérem bronz fokozata (1989)
- Ukrajna Szolgálatáért Érdemérem II. fokozat (1997)